# نابانیتا دو سن
نابانیتا دِو سن (بنگالی: নবনীতা দেব সেন؛ ۱۳ ژانویهٔ ۱۹۳۸ – ۷ نوامبر ۲۰۱۹) نویسنده و استاد دانشگاه اهل هند بود.
وی پس از تحصیل در رشته هنر و ادبیات تطبیقی، به ایالات متحده رفت و در آنجا ادامه تحصیل داد و سپس به هند بازگشت و در چندین دانشگاه و مؤسسه تدریس کرد و همچنین در مناصب مختلف در مؤسسات ادبی خدمت کرد. دو سن بیش از ۸۰ کتاب شامل شعر، رمان، داستان کوتاه، نمایش‌نامه، نقد ادبی و سفرنامه به زبان بنگالی منتشر کرده است.